# Модельєр
Модельє́р, кутюр'є́ (фр. couturier — «кравець») — спеціаліст із виготовлення моделей одягу, засновник експериментальних зразків, що визначає спосіб і стиль, загальне конструктивне рішення та нові технологічні рішення, розробки декору, вибір кольору та матеріалу, продумує аксесуари та всілякі доповнення.

## Характеристика професії
Вибираючи одяг, звертаємо увагу не лише на зручності, а й на його зовнішній вигляд. Робота модельєра полягає у формуванні одягу і аксесуарів до нього. Існують модельєри, творчість яких дуже екстравагантно і виконує, в основному, функцію творчого самовираження. Звичайна людина в одязі, сконструйованому таким модельєром, вийти на вулицю не ризикне. Переважна частина модельєрів створює моделі одягу, в якому людина не привертає до себе зайвої уваги. Деякі модельєри воліють не гучну назву модельєра, а дизайнера одягу. Модельєри працюють в невеликих ательє мод і на великих швацьких підприємствах. Виконуючи окремі замовлення модельєр створює для кожного клієнта персональну модель одягу, і в такому разі можна бути абсолютно впевненим, що хтось інший в схожому одязі по місту не ходить. Модельєр вибирає на свій смак тканини, і відповідні до них нитки і ґудзики. Щоразу цікава тканина виявляється джерелом натхнення, виходячи з якого, модельєр може сконструювати яку-небудь нову модель. Модельєр зустрічається з клієнтами, цікавиться їхніми побажаннями і приймає замовлення. Звичайно, ексклюзивний одяг коштує значно більше, ніж той, що куплений в звичайному магазині.
Модельєр окрім основного одягу формує також і аксесуари до нього — капелюхи, рукавички, шарфи і взуття. Ідеї модельєра здійснюються за кресленнями конструкторів і кравців, з якими у модельєра повинні бути налагоджені співпраця і взаєморозуміння. Модельєри, що працюють на швейних підприємствах та фабриках, створюючи нові моделі одягу, повинні враховувати, що дана модель має підійти, по можливості, для широкого кола споживачів, тому що показником успішної роботи творця моди є великий успіх продажу. На початку сезонів модельєри беруть участь на показах моди, де вони демонструють свої нові моделі і укладають договори з новими клієнтами.

## Умови праці
Залежно від робочого місця робочий час модельєра може змінюватися. Робочий день модельєрів, що працюють на швейних фабриках, зазвичай починається в 8.00 і закінчується в 17.00, а робочий час модельєра, що має своє ательє, ненормований. Темп роботи визначається термінами і кількістю клієнтів; частіше всього клієнти можуть завітати після обіду та в вечірній час. Модельєр працює, зазвичай, не один, в нього є помічники — конструктори і кравці, таким чином, результат залежить від зусиль всієї команди. У роботі модельєра фізичне навантаження менше, більше розумове. Злети творчості можуть змінюватися кризами, і це цілком природно для роботи художника.
Сама активна пора роботи — початок сезону, коли одяг замовляють і купують більше.

## Необхідні знання, навички та якості характеру
Професії модельєра вчать в Художній академії, але багато випускників курсу конструювання одягу мають також хороший художній смак і самі придумують нові моделі. Відоміші модельєри мають вищу художню освіту. Творець моди повинен знати технологію одягу, вміти креслити ескізи і конструювати моделі. Він повинен стежити за тим, що відбувається в світі моди і бути в курсі новітніх напрямків, щоб задовольняти бажання навіть самих вимогливих клієнтів. Творець моди повинен мати творчий початок, оригінальність і хороший смак. Він повинен знати тканини і матеріали, знати, що до чого личить. Модельєру доводиться спілкуватися з клієнтами і кравцями, і для цього необхідне хороше вміння бути зрозумілим для інших.